# Pitirim (Tworogow)
Pitirim, imię świeckie Konstantin Wiktorowicz Tworogow (ur. 7 czerwca 1967 w Zagorsku) – rosyjski biskup prawosławny. 

## Życiorys
Pochodzi z rodziny urzędniczej. W 1984 podjął studia w Moskiewskim Obwodowym Instytucie Pedagogicznym na wydziale języka i literatury rosyjskiej. Po pierwszym roku studiów został skierowany do odbycia zasadniczej służby wojskowej w Mongolii. W 1991 ukończył studia i zdobył kwalifikacje nauczycielskie. Pracował w zawodzie, a także był zatrudniony w organizacjach handlowych. W 1996 zaczął angażować się w życie swojej parafii prawosławnej (został ochrzczony w dzieciństwie, jednak dotąd deklarował się jako niewierzący). Od 1997 był lektorem w cerkwi Trójcy Świętej na cmentarzu św. Paraskiewy w Moskwie. Między 1999 a 2000 jako świecki pracownik żył w monasterze w Hebronie. 
Po powrocie do Rosji w 2000 wstąpił do seminarium duchownego w Moskwie, zaś po jego ukończeniu w 2004 rozpoczął wyższe studia teologiczne w Moskiewskiej Akademii Duchownej. Pracował również w wydziale synodalnym ds. służby więziennej, odpowiadając na listy osadzonych i odwiedzając zakłady karne. 22 kwietnia 2005 złożył wieczyste śluby mnisze z imieniem Pitirim, 11 września tego samego roku został wyświęcony na diakona, zaś 12 marca 2006 – na kapłana. Służył w cerkwi Opieki Matki Bożej przy Moskiewskiej Akademii Duchownej oraz w cerkwi we wsi Kamienki. W 2007 ukończył Moskiewską Akademię Duchowną. Rok później został zatrudniony w seminarium duchownym, którego jest absolwentem, jako wykładowca homiletyki, prowadził również kurs języka rosyjskiego dla zagranicznych studentów Moskiewskiej Akademii Duchownej. Od 2011 wykładał homiletykę na Prawosławnym Uniwersytecie Humanistycznym im. św. Tichona w Moskwie. 
Nominację biskupią otrzymał 26 lipca 2012. Trzy dni później został podniesiony do godności archimandryty, zaś 1 sierpnia tego samego roku w monasterze Trójcy Świętej i św. Serafina z Sarowa w Diwiejewie wyświęcony na biskupa duszanbeńskiego i tadżyckiego. W charakterze konsekratorów w ceremonii wzięli udział patriarcha moskiewski i całej Rusi Cyryl, metropolici taszkencki i uzbecki Wincenty, sarański i mordowski Warsonofiusz, czeboksarski i czuwaski Barnaba, kazański i tatarstański Anastazy, samarski i syzrański Sergiusz, iwanowo-wozniesieński i wiczugski Józef, niżnonowogrodzki i arzamaski Jerzy, saratowski i wolski Longin, arcybiskupi symbirski i nowospasski Prokl, kurski i rylski German, joszkar-olijski i marijski Jan, wieriejski Eugeniusz, czelabiński Teofan, biskupi kustanajski i rudnieński Anatol, penzeński i niżniełomowski Beniamin, kemerowski i prokopjewski Arystarch, sołniecznogorski Sergiusz, narewski i priczudzki Łazarz, krasnosłobodski i tiemnikowski Klemens, ruzajewski Eliasz, buzułucki i soroczyński Aleksy, gorodiecki i wietłuski Augustyn oraz wyksuński i pawłowski Barnaba.
30 sierpnia 2019 r. wybrany rektorem Moskiewskiej Akademii Duchownej, w związku z czym został przeniesiony do eparchii moskiewskiej miejskiej jako patriarszy wikariusz, z tytułem biskupa zwienigorodzkiego. Już w 2020 r. Święty Synod Rosyjskiego Kościoła Prawosławnego odwołał go z funkcji rektora i skierował na urząd biskupa skopińskiego i szackiego.
Poparł rosyjski najazd na Ukrainę w 2022 r.